# Boljevac Selo
Boljevac Selo (en serbe cyrillique : Бољевац Село) est un village de Serbie situé dans la municipalité de Boljevac, district de Zaječar. Au recensement de 2011, il comptait 278 habitants<.

## Démographie

### Évolution historique de la population
| 1948 | 1953 | 1961 | 1971 | 1981 | 1991 | 2002 | 2011 |
| ---- | ---- | ---- | ---- | ---- | ---- | ---- | ---- |
| 417  | 486  | 540  | 235  | 338  | 321  | 315  | 278  |

|  |